# صهاریج (استان بویره)
صھاریج (به عربی: الصھاريج) یک شهرداری در الجزایر است که در استان بویره واقع شده‌است.
 صھاریج  ۹٬۱۴۲ نفر جمعیت دارد.